# Apartment 26
Apartment 26 fue una banda de metal industrial y nu metal proveniente de Leamington Spa, Inglaterra. Tocaron en Ozzfest en 1999 y se separaron en 2004. Trabajaron con Tchad Blake en los estudios Real World, en su autofinanciado Music For The Massive, habiendo desechado el "Album 1.5" después de dos años de producción. El resultado fue una banda más apretada y un sonido "en vivo" más suelto, capturado por Blake al hacer que la banda actuara en vivo en el estudio de grabación. Después de vender el disco terminado a Atlantic/WEA, el sello se deshizo de la mitad de su lista durante una fusión con Elektra Records, incluyendo Apartment 26. El sencillo "Give Me More" fue un éxito menor de Rock Moderno en el 2004.
Su nombre proviene de Eraserhead de David Lynch, en la que el personaje vive en el apartamento 26. El vocalista Terence 'Biff' Butler es el hijo del bajista de Black Sabbath Geezer Butler.

## Discografía

### Álbumes
- Within EP (1999) (Murph Records)[1]
- Hallucinating (2000) (Hollywood Records)
- Music for the Massive (2004) (Atlantic/Wea)

### Sencillos
| Año  | Título            | Posiciones de Tabla | Álbum                 |
| Año  | Título            | US Main Rock        | Álbum                 |
| ---- | ----------------- | ------------------- | --------------------- |
| 2000 | "Basic Breakdown" | 33                  | Hallucinating         |
| 2000 | "Backwards"       | —                   | Hallucinating         |
| 2003 | "88"              | —                   | Music for the Massive |
| 2003 | "Give Me More"    | 39                  | Music for the Massive |

### Bandas sonoras
Canciones de Apartment 26 han sido incluidas en las siguientes bandas sonoras:
- Heavy Metal 2000 (2000)
- High Fidelity (2000)
- Tales from the Crypt: Monsters of Metal (2000)
- Mission: Impossible 2 (2000)

## Miembros
- Louis Cruden: bajo
- Jon Greasley: guitarra
- Biff Butler: voz
- Andy Huckvale: teclados/programación
- Kevin Templo: batería (anteriormente de Dado Warzau, Sister Machine Gun)
- Brad Booker: batería (anteriormente de Stir, Gravity Kills)
- Jeremy Colson: batería